# Cratere Philomena
Philomena  è un cratere sulla superficie di Venere.